# Катайка
Ката́йка (баш. Ҡатай) — деревня в Белорецком районе Республики Башкортостан Российской Федерации. Входит в состав Нурского сельсовета.
С 2005 года имеет современный статус.

## Топоним
Ойконим от этнонима — названия башкирского племени катай

## География

### Географическое положение
Находится на берегу реки Белой, при впадения ручья Катайка.
Расстояние до:
- районного центра (Белорецк): 7 км,
- центра сельсовета (Отнурок): 27 км,
- ближайшей ж.-д. станции (Белорецк): 10 км.

## История
С 1940 г. до 1971 г. являлась центром Журавлинского сельсовета, переименованного в 1971 г. в Нурский сельсовет.
Статус деревня, сельского населённого пункта, посёлок получил согласно Закону Республики Башкортостан от 20 июля 2005 года № 211-з «О внесении изменений в административно-территориальное устройство Республики Башкортостан в связи с образованием, объединением, упразднением и изменением статуса населенных пунктов, переносом административных центров», ст.1:

6. Изменить статус следующих населенных пунктов, установив тип поселения: деревня:

5) в Белорецком районе:…

л) поселка Катайка Нурского сельсовета

## Население
| 2002 | 2009 | 2010 |
| ---- | ---- | ---- |
| 39   | ↘28  | ↘23  |

Национальный состав
Согласно переписи 2002 года, преобладающая национальность — русские (74 %).